# Кохель (озеро)
Кохельське озеро, або Кохельзеє (нім. Kochelsee) знаходиться 70 км на південь від Мюнхена на краю Баварських Альп. Належить до громад Шледорф (близько 30 відсотків) на заході та Кохель на сході.

## Розташування та історія поселення

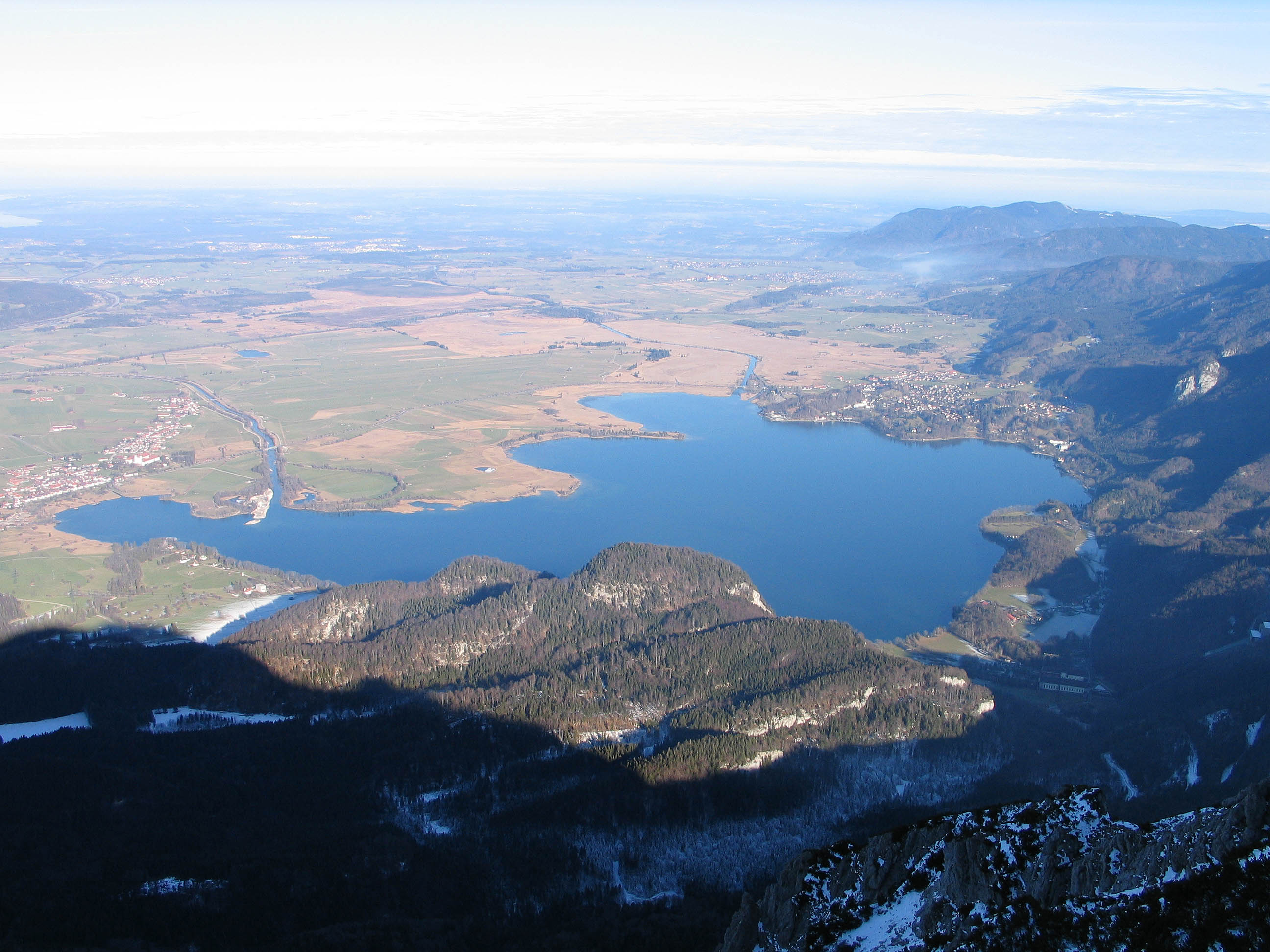
Вид з Герцогштанду на озеро Кохель в сторону альпійського передгір'я

У той час як південна частина озера оточена горами, північна частина знаходиться в рівнинних альпійських передгір'ях і межує з болотами Лойзах-Кохель. Історія поселення Кохель (нім. Kochel; раніше Quochcalun) почалася поблизу Альтйоха, скельному конусі безпосередньо на березі озера. Назва Кохель походить від латинського cocula, назви для голови, конуса чи вершини.

## Виникнення

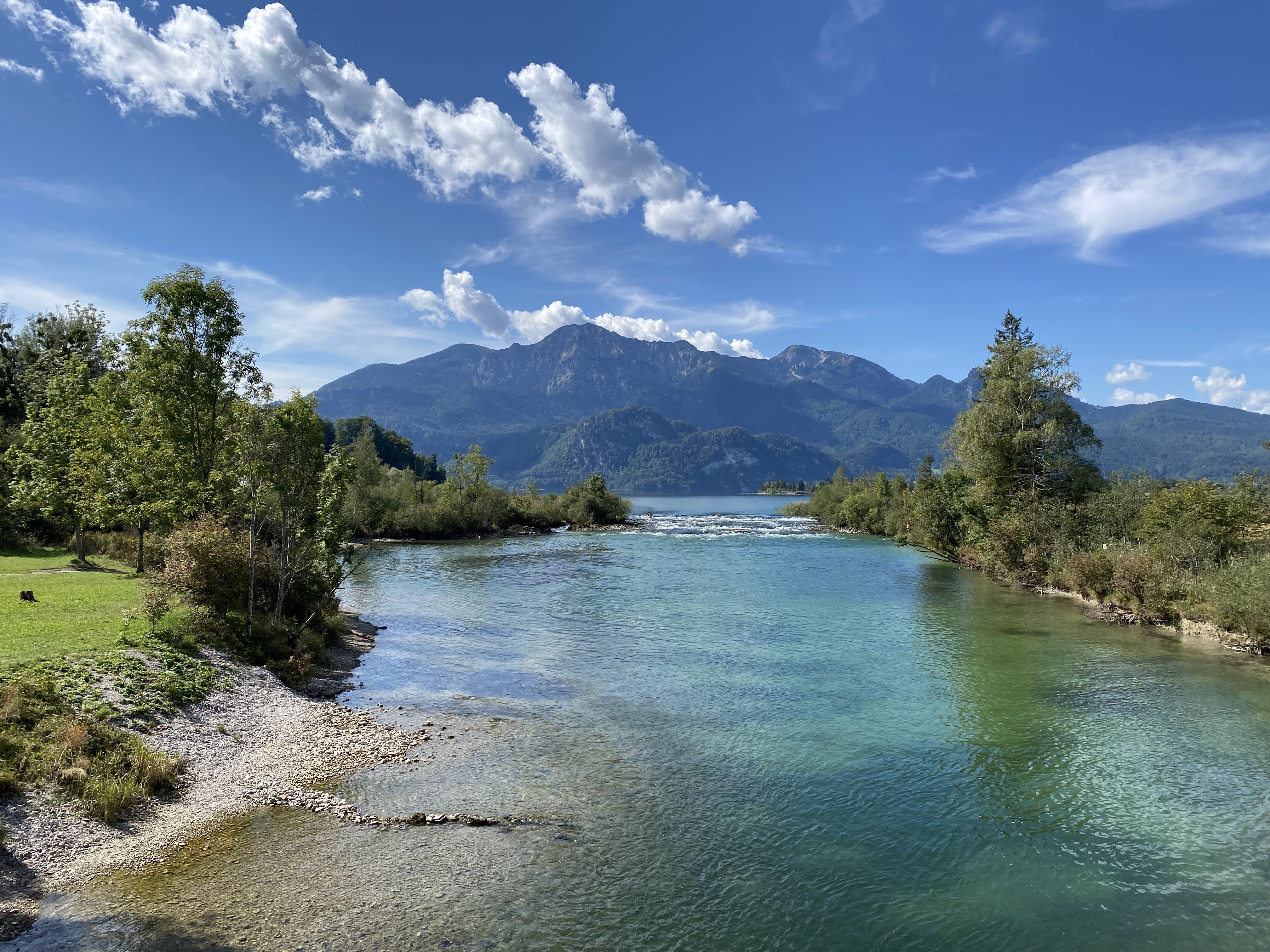
Відтік Лойзаха із озера Кохель

Озеро було утворене під час льодовикового періоду через руйнування льодовика Ізар-Лойзах . Потім створена таким чином зашлибина заповнювалася глинами з озера льодовикового періоду, що утворювало застійне дно. Сьогоднішнє Кохельзеє є лише залишком басейну, який спочатку сягав аж до Пенцберга і був глибиною приблизно 200 м. Озеро поступово замульчувалося, таким чином утворилися болота навколо нього.

## Притоки і витоки
У Шледорфі, на північ від Герцогштанда та Гаймгартена, Лойзах впадає в західну частину озера Кохель. Річка витікає з озера на північному краю, на захід від поселення Кохель.
У той же час, в середньому така ж кількість води стікає з озера Вальхен — і, отже, із Ізару — через гідроелектростанцію Вальхензеє. Для того, щоб зберегти низькі коливання рівня води, відтік регулюється канальним шлюзом, паралельним природному витоку Кохеля.
Через поглиблення дна Лойзаха з 1901 по 1904 р. рівень озера знизився приблизно на 1,8   метра.

## Туризм
Завдяки своєму розташуванню біля підніжжя Герцогштанда та близькості до озера Вальхен, Кохель відіграє велику роль для туризму в регіоні. Окрім плавання та прогулянок на човнах, цей регіон ідеально підходить для піших прогулянок. Є також можливості катання на гірських лижах на Герцогштанді, звідки можна побачити озера Кохель і Вальхен. Район відомий складними маршрутами для спортивних альпіністів та глибоководним солоінгом (підйом на скелю із води).
Кохельзеє — це також місце для віндсерферів та кайтсерферів, оскільки відомий частими сильними вітрами. Коли в Альпах виникає фен, вітер дме із Кессельберга. У холодні ночі на північному схилі Герцогштанда та Гаймґартена можуть виникати спадаючі вітри, які тривають до ранку. Швидкість вітру сягає до 8 балів за Бофортом.

## Галерея

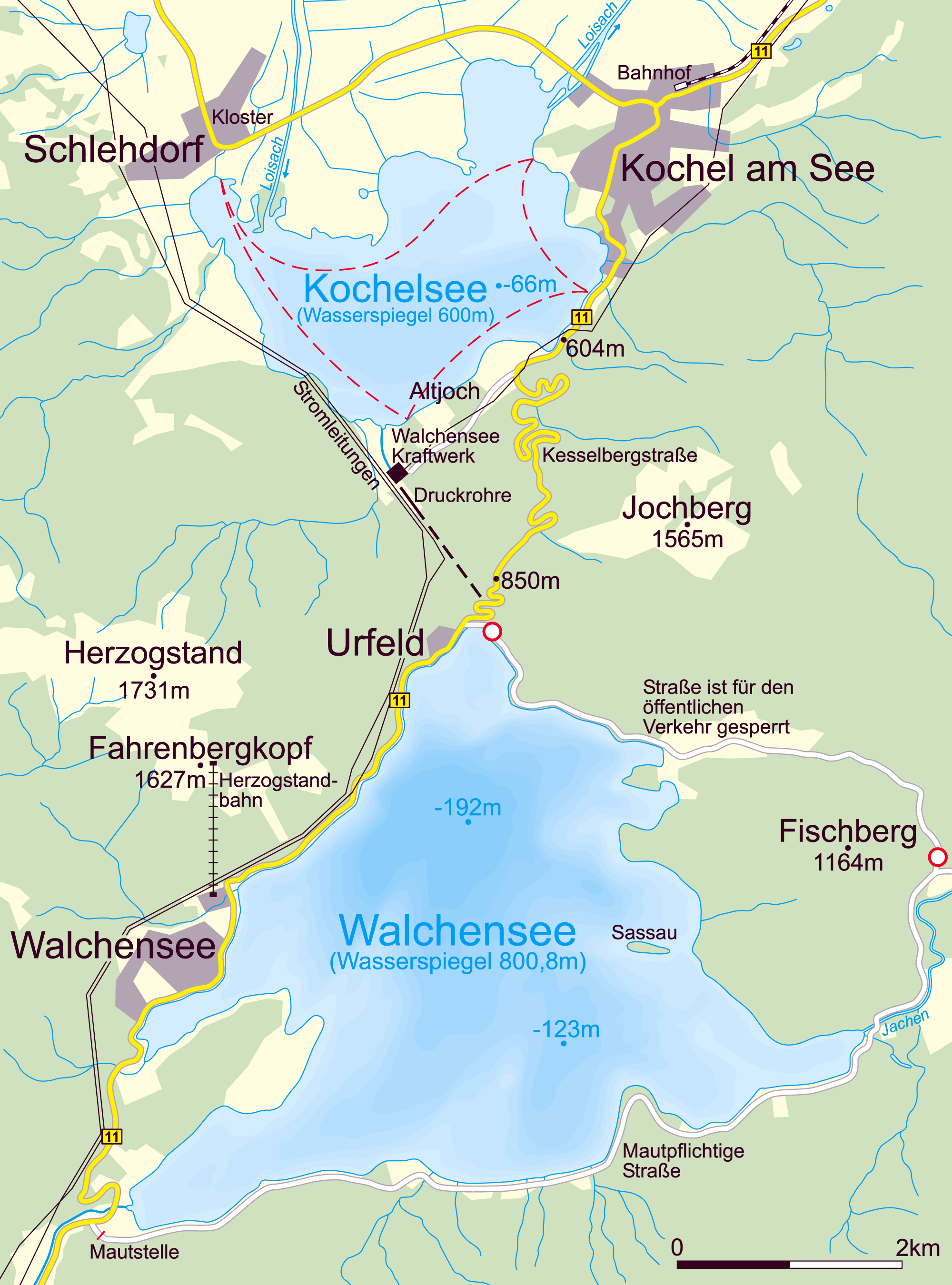
Озера Вальхен і Кохель
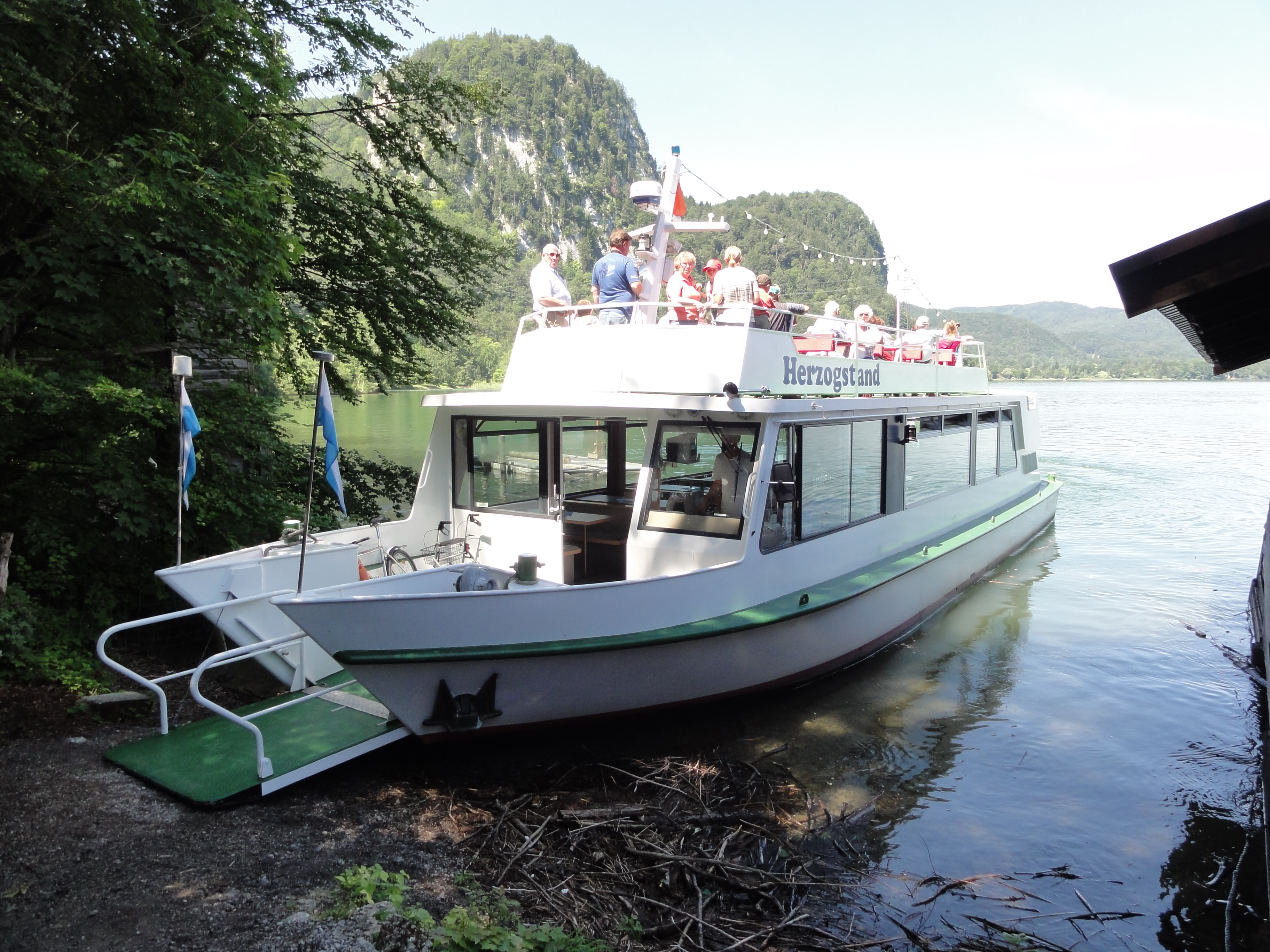
Причал для човнів на Кохелі
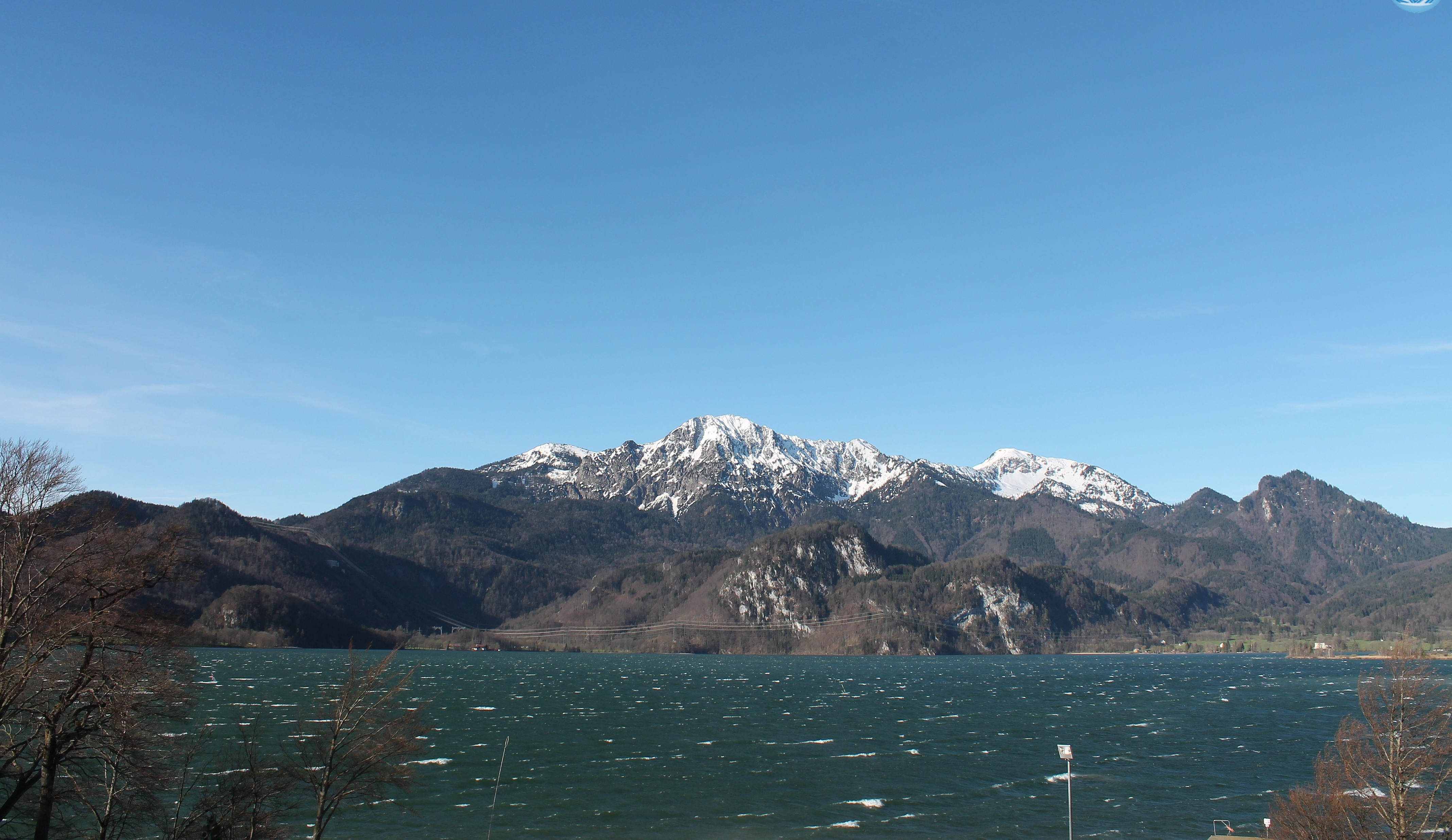
Вітер силою від 7 до 8 балів заБофортом